# 1931 في بيرو
فيما يلي قوائم الأحداث التي وقعت خلال عام 1931 في بيرو.

## سياسة

### تعيين في المنصب
- 1 يناير – ريكاردو يونسيو إلياس أرياس President of the Supreme Court of Peru  [لغات أخرى]‏،رئيس بيرو.
- 5 مارس – جوستافو خيمينيز رئيس بيرو.
- 8 ديسمبر – لويس ميغيل سانشيز سيرو رئيس بيرو.

### انتهاء فترة المنصب
- 1 يناير – كليمنت بالما عضو مجلس نواب بيرو ‏.
- 31 يناير – خوسيه بوستامانتي ص ريفيرو Minister of Justice and Human Rights  [لغات أخرى]‏.
- 1 مارس – لويس ميغيل سانشيز سيرو رئيس بيرو.
- 5 مارس – ريكاردو يونسيو إلياس أرياس رئيس بيرو.
- 11 مارس – جوستافو خيمينيز رئيس بيرو.

## رياضة
- 1 يناير – الدوري البيروفي لكرة القدم 1931 الفائز أليانزا ليما.

## مواليد

### فبراير
- 11 فبراير – غويلرمو ديلغادو لاعب كرة قدم بيروفي.